# Terrazzo (Verona)
Terrazzo és un comune (municipi) de la província de Verona, a la regió italiana del Vèneto, situat a uns 80 quilòmetres al sud-oest de Venècia i a uns 45 quilòmetres al sud-est de Verona.
A 1 de gener de 2020 la seva població era de 2.150 habitants.
Terrazzo limita amb els següents municipis: Badia Polesine, Bevilacqua, Boschi Sant'Anna, Castagnaro, Castelbaldo, Legnago, Merlara, Urbana i Villa Bartolomea.